# Reich (Hunsrück)
Reich ist eine Ortsgemeinde im Rhein-Hunsrück-Kreis in Rheinland-Pfalz. Sie gehört der Verbandsgemeinde Simmern-Rheinböllen an.

## Geographie
Die ländliche Wohngemeinde Reich liegt im Hunsrück in einer Muldenlage im Biebertal.
| Wüschheim und Hundheim | Hasselbach                                  | Michelbach und Alterkülz |
| Kappel                 | Kompassrose, die auf Nachbargemeinden zeigt | Külz                     |
| Reckershausen          | Heinzenbach                                 | Biebern                  |

## Geschichte
Urkundlich wurde das Dorf Mitte des 16. Jahrhunderts in einem Ravengiersburgener Weistum erstmals erwähnt. Mit der Auflösung des Klosters und der Einführung der Reformation kam der Ort in Besitz von Pfalz-Simmern und 1673 von Kurpfalz. Mit der Besetzung des linken Rheinufers 1794 durch französische Revolutionstruppen wurde der Ort französisch, 1815 wurde er auf dem Wiener Kongress dem Königreich Preußen zugeordnet. Seit 1946 ist der Ort Teil des damals neu gebildeten Landes Rheinland-Pfalz.

## Wirtschaft
Auf einer Anhöhe östlich des Dorfes, in der Nähe des Nachbardorfes Michelbach, steht der Windpark Reich.

## Politik

### Bürgermeister
Ortsbürgermeister ist seit 2019 Gerhard Schneider. Er ist Nachfolger von Reiner Bonn.

### Wappen
| Wappen von Reich | Blasonierung: „Im schwarzen Schild, mit einem in zwei Reihen silber-rot geschachten Balken belegt. Oben eine stilisierte goldene Eiche, unten ein rotgekrönter, gezungter und bewehrter schreitender goldener Löwe.“ |
| Wappen von Reich | |

## Freizeit
Der Biebertaler-Rundweg verbindet Reich mit den Ortschaften des Biebertales auf einer Gesamtlänge von 26,5 km.